# Kanton Sarcelles-Sud-Ouest
Kanton Sarcelles-Nord-Ouest (fr. Canton de Sarcelles-Nord-Ouest) byl francouzský kanton v departementu Val-d'Oise v regionu Île-de-France. Tvořila ho pouze část města Sarcelles. Zrušen byl po reformě kantonů 2014.